# Fenicja
Fenicja (łac. Phoenicia terra, stgr. Φοινίκη; fenickie 𐤊𐤍𐤏𐤍) – starożytna kraina na wschodnim wybrzeżu Morza Śródziemnego, obejmująca tereny dzisiejszego Libanu, zachodniej Syrii i północnego Izraela.
Południowa część Fenicji kończyła się górami Karmel i oddzielała Galileę w Palestynie od morza. Na północy Fenicja sięgała w pewnych okresach aż miasta Gabala (dzisiejsze Dżebele). Kraj ten ciągnął się więc z północy na południe na długości 200–320 km przy szerokości 10–50 km. Krajobraz po większej części górzysty. Zalesione w starożytności góry Libanu piętrzą się wzdłuż całego kraju, tu i ówdzie poprzecinane żyznymi dolinami. Niekiedy góry sąsiadują z morzem w takiej bliskości, że z trudem można przeprowadzić przez nie drogę. Wszystkie więc większe osiedla (Tyr, Sydon, Arwad i inne) znajdowały się w rejonach przybrzeżnych, zaś kraj położony w głębi lądu był mało zaludniony. Dlatego też Fenicja prawdopodobnie nie miała nigdy wielu mieszkańców.

## Nazewnictwo
Późniejszą nazwą Fenicji jest Chna (Kanaan). Według innej opinii nazwa Fenicja została nadana przez Greków, a sami Fenicjanie nazywali swój kraj Kanaanem.

## Fenicjanie
Najstarsza ludność obszaru Fenicji jest zupełnie nieznana. W III tysiącleciu p.n.e. tereny te zamieszkiwali już Fenicjanie. Według Herodota przybyli oni znad Morza Czerwonego przez Syrię, natomiast według niektórych starożytnych geografów pochodzili znad Zatoki Perskiej. Ok. roku 2750 p.n.e. Fenicjanie założyli w Tyrze świątynię Melkarta. Wynika z tego, że przybyli na wybrzeże Morza Śródziemnego na początku trzeciego tysiąclecia, prawdopodobnie z południa, jako fala ludów semickich i tak właśnie w oparciu o język klasyfikuje się Fenicjan. W 1920 r. Charles Autran postawił tezę, że Fenicjanie należeli do tzw. Ludów Morza (do których zaliczano m.in. dawnych Kreteńczyków, Etrusków, Sykulów) i że przybyli w trzecim tysiącleciu do Fenicji, podbijając zamieszkałych tam Semitów. Lud ten prowadził na Morzu Śródziemnym handel i zakładał kolonie. Dopiero ok. 1200 p.n.e. jego miejsce ponownie zajęli Semici. Autran powołuje się przede wszystkim na nazwy miejscowości takich jak Jordan, Hermon, Tyr, Byblos, które nie są semickie. Na egipskich malowidłach Fenicjanie są przedstawieni w kolorze czerwonym, podobnie jak Egipcjanie czy Etiopowie, nie w kolorze żółtym, w którym zwykło się przedstawiać Semitów. Jednak listy z el-Amarna dowodzą, że ok. 1400 r. p.n.e. Fenicję zamieszkiwał lud prawie czysto semicki.

## Język fenicki
Język fenicki należy do kananejskiej gałęzi pn.-zach. grupy języków semickich. Blisko spokrewniony z językami: punickim, hebrajskim, moabickim, amonickim i edomickim. Znany jest przede wszystkim z licznych napisów, które znajdowano w wielu miejscowościach nad Morzem Śródziemnym. Najstarsze z napisów pochodzą z IX w. p.n.e., ale większość jest z V w. p.n.e. lub późniejsza. Napisy te są na ogół krótkie, samogłoski nie są oznaczane, a treść napisów mało urozmaicona. Z tego względu język Fenicjan jest mało znany.
Pomiędzy IV a II wiekiem p.n.e. język fenicki wyszedł z użycia, choć w piśmie był używany jeszcze w II wieku n.e. Dialektem języka fenickiego był język punicki używany w Kartaginie, który jako język neopunicki przetrwał na terenie Afryki do IV wieku n.e., wyparty całkowicie dopiero w VII wieku przez język arabski.

## Ustrój państwowy starożytnej Fenicji
Fenicjanie nigdy nie utworzyli jednego państwa, lecz stosunkowo niezależne od siebie miasta-państwa, przeważnie rządzone przez królów, których władza z czasem malała na rzecz bogacących się mieszczan. Powstaniu takiego ustroju sprzyjało górzyste ukształtowanie terenu. W Tyrze o wojnie i pokoju decydowano nawet wbrew woli królów. Pomimo to, Fenicjanie bardzo chętnie przyznawali swym królom „boskie” pochodzenie. Drugą osobą w całej Fenicji był kapłan Melkarta Tyreńskiego. Poza tym istniała prawie we wszystkich miastach Rada Starszych, której atrybutów dobrze nie znamy. Przyjmuje się, że za czasów nowobabilońskich pojawiła się republikańska forma rządów z sufetami (sędziami) na czele. Za rządów perskich miasta Sydon, Tyr i Arwad tworzyły federację, jedyną w dziejach Fenicji.

## Historia
Pierwsze wzmianki o późniejszym wybrzeżu fenickim pochodzą z połowy III tysiąclecia p.n.e., kiedy Sargon Wielki zajął te ziemie kosztem ludów przedfenickich, które, jak później Fenicjanie, bogaciły się na handlu. Najdawniejszy okres historii Fenicji do roku 1600 p.n.e. jest bardzo mało znany. Wiadomo tylko, że już wtedy wpływy obce (w tym wypadku starobabilońskie) były bardzo silne. Od roku 1600 p.n.e. do 1100 p.n.e. Fenicja znajdowała się pod panowaniem Egiptu, który stał wtedy u szczytu swej potęgi. Listy amarneńskie malują fenickie małe państwa jako ciągle z sobą walczące nędzne mieściny, z których żadna nie pomaga drugiej i żadna nie jest w stanie obronić się przed ludami stale napadającymi na nie ze wschodu. Listy z Amarna wymieniają kilkanaście miast fenickich: Akka, Arwad i inne. Z czasem niektóre miasta zdobyły dużą potęgę, w szczególności po upadku państwa Hetytów, przez długi czas największych wrogów Fenicji. Okres względnej niezależności przeżywała Fenicja po upadku potęgi Egiptu, a przed podbojem przez potężniejszą Asyrię (1100 p.n.e. – 876 p.n.e.). Najbardziej znanym władcą tego okresu jest Hiram I (970 p.n.e. – 936 p.n.e.), który rozbudował Tyr i utrzymywał przyjazne stosunki z Salomonem, królem Izraela. Innym znanym fenickim władcą tamtego okresu jest Etbaal I (ok. 887–856 p.n.e.), kapłan Astarte, później król Tyru.
Pierwsze napady asyryjskie (na Arwad) notuje historia już za Tiglat-Pilesera I, ok. roku 1100 p.n.e. W 876 p.n.e. Aszurnasirpal II ściągał haracz roczny od Tyru, Sydonu i Byblosu. Salmanasarowi III podlegała już cała Fenicja. Sennacheryb w roku 701 p.n.e. poskromił inspirowane z Egiptu powstanie w Fenicji i zburzył całkowicie Sydon, który jednak w krótkim czasie podniósł się z ruin. Okres największej potęgi morskiej Fenicji przypadł na złotą erę Asyrii (709–664 p.n.e.). Gdy pod koniec VII w. p.n.e. asyryjskie imperium zawaliło się, saiscy faraonowie znów położyli swą ciężką rękę na Fenicji, ale po klęsce pod Karkemisz (605 p.n.e.) nastąpił okres panowania potężnego państwa nowobabilońskiego, który trwał aż do upadku Babilonu w 538 p.n.e. Wtedy też Fenicja stała się piątą satrapią perską. Najpotężniejszym miastem fenickim tego czasu był Sydon, zwłaszcza za panowania Abdasztarta I (po grecku Straton, 374–362 p.n.e.), który utrzymywał przyjazne stosunki z Atenami. Za króla Tabnita/Tennesa wybuchło powstanie przeciwko Persom, przez to został on przez Persów ścięty w roku 346 p.n.e. Ostatnim królem sydońskim był Abdasztart II (346–332 p.n.e.).
Okres panowania macedońskiego rozpoczął się po bitwie nad Issos (333 p.n.e.). Arwad, Byblos i Sydon witały zwycięskiego Aleksandra jako wybawiciela. Potężny Tyr odmówił jednak wpuszczenia załogi macedońskiej. Po 7-miesięcznym oblężeniu został zdobyty przez wojska Aleksandra. 8000 obywateli zabito, 30 000 sprzedano do niewoli. Za diadochów Fenicja przechodziła z rąk do rąk, będąc stałą kością niezgody między Ptolemeuszami i Seleucydami. Najbardziej znany z tego okresu jest Sydon. Ten okres chaosu i kompletnego upadku Fenicji zakończyło przybycie Rzymian (Pompejusz, 64 p.n.e.). Nowi władcy przynieśli Fenicji długotrwały pokój i dali jej jednocześnie szeroką autonomię. Po podziale cesarstwa rzymskiego w 395 r. n.e. Fenicja znalazła się we wschodniej części imperium. W VII w. została podbita przez Arabów i uległa arabizacji. Obecnie za potomków Fenicjan uważa się Libańczyków, przede wszystkim chrześcijan-maronitów.

## Fenicjanie i morze

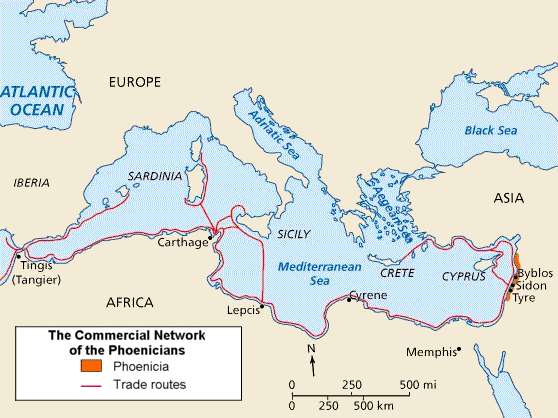
Fenicja zaznaczona na pomarańczowo

Fenicjanie byli przede wszystkim narodem największych żeglarzy starożytności i kupców. Znana była powszechnie starożytnym odwaga i przedsiębiorczość Fenicjan, które skłaniały ich do żeglugi po otwartym oceanie i odkrywania nowych lądów.
Przodowali oni w budownictwie okrętowym, dzięki czemu mogli się przemieszczać po całym basenie Morza Śródziemnego. Panowanie na morzu należało pierwotnie do Krety i dopiero po upadku kreteńskiej potęgi przeszło ono na Fenicjan (po XII w. p.n.e.). Najdawniejszym celem wypraw fenickich (oraz miejscem zakładania kolonii) był Cypr. Później przyszła kolej na inne wyspy Morza Śródziemnego: Sycylię, Maltę, Sardynię, Korsykę oraz Afrykę Północną (Kartagina). Do najdalej położonych kolonii należały Tarszisz (Tartessos) i Gadessa (dziś Kadyks) w Hiszpanii, skąd przywożono niezmiernie wtedy cenione srebro. Na obszarze dzisiejszego Maroka istniały kolonie Liksus i Thymiaterium. Żeglarze feniccy pływali również daleko za Gibraltar (m.in. na Wyspy Cynowe identyfikowane zazwyczaj z Brytanią). Według przekazów Herodota na polecenie egipskiego faraona Necho II prawdopodobnie opłynęli Afrykę.
Fenicjanie, a właściwie Kartagińczycy, odkryli Wyspy Kanaryjskie i Maderę, najprawdopodobniej również Azory i Wyspy Zielonego Przylądka.
Istnieją przesłanki do postawienia tezy, że starożytni Fenicjanie lub Kartagińczycy dopłynęli do Brazylii. Świadczą o tym różne fakty, znaleziska i źródła starożytne (Pauzaniasz, Pomponiusz Mela, Diodor Sycylijski). Pauzaniasz podaje, że "na zachodzie, na oceanie znajduje się wyspa, której mieszkańcy mają czerwoną skórę, a włosy podobne do końskich ogonów". Natomiast Diodor Sycylijski opisuje, że Kartagińczycy odkryli, zapędzeni przez burzę, wielki, poprzecinany spławnymi rzekami i zamieszkały przez liczną ludność, nieznany kraj. Miał on leżeć na wprost Libii tj. Afryki, ale daleko na oceanie, "na wiele dni żeglugi" od jej wybrzeży.
W związku z bardzo prawdopodobnym faktem odkrycia przez Kartagińczyków Wysp Zielonego Przylądka, możliwe jest, że znali oni zjawisko pasatu północno-wschodniego, który przez znaczną część roku w okolicach tych wysp wieje w kierunku południowo-zachodnim, czyli w kierunku wybrzeży brazylijskich. Również dzięki niemu Krzysztof Kolumb dotarł z Wysp Kanaryjskich do wysp środkowamerykańskich.
Innym dowodem są tzw. inskrypcje "fenickie", odkrywane w całej Brazylii, również w głębi lądu, począwszy od XVI wieku przez kolonizatorów portugalskich. Nie wiadomo, czy są to na pewno ślady Fenicjan lub Kartagińczyków, pewne jest, że inskrypcje są wykonane w języku starosemickim, którym te ludy się posługiwały.

## Gospodarka
Prócz lasów i ślimaka purpurowego (Murex trunculatus), z którego wyrabiano purpurę, bogactw naturalnych Fenicja nie posiadała. Mimo to była jednym z najlepiej rozwiniętych gospodarczo krajów starożytności. Najważniejszą rolę odgrywało tu bardzo dobrze rozwinięte rzemiosło i zaawansowane rolnictwo. Fenicjanie słynęli zwłaszcza z eksportu towarów luksusowych, takich jak przedmioty wytapiane z metali czy szkła (sztukę wytapiania przejęli z Egiptu). Fenicjanie handlowali też kością słoniową, barwionymi tkaninami (sławna purpura tyryjska). Stworzyli na stokach górskich tarasowy system uprawy sadów owocowych i winnic. Fenicjanie jako zapłatę uzyskiwali najczęściej szlachetne kruszce, cynk, cynę, miedź, ołów. Na bardzo dużą skalę prowadzono handel niewolnikami.
Najważniejszym źródłem dochodu miast fenickich był dalekomorski handel metalami, jak: srebro, cyna i ołów – sprowadzanymi z Hiszpanii, cyna – z Wysp Brytyjskich, miedź – z Cypru, czy złoto – z Afryki i Hiszpanii.

## Wynalazki i wytwórczość
Najdonioślejszym wynalazkiem jest niewątpliwie pismo alfabetyczne, powstałe w II połowie II tysiąclecia p.n.e. na obszarach Syrii i Fenicji. Ponadto Fenicjanie przejęli wiele wynalazków od starszych, sąsiednich kultur (wytapianie szkła, kruszców, metali). Za najpiękniejszy barwnik uchodziła fenicka purpura. Fenicjanie uważani są również za wynalazców mydła i pieniędzy jako środka płatniczego.

## Sztuka fenicka
Rozwijała się od III do I tysiąclecia p.n.e., głównie w takich miastach fenickich jak Gubal (Byblos), Sydon, Tyr, Ugarit (Ras Szamra). Powstała przy udziale ścierających się na terenie Fenicji kultur Egiptu, Mezopotamii, Anatolii i Egei. Cechowało ją zróżnicowanie kierunków i brak własnej tradycji twórczej w artystyce. Kultura fenicka łączyła obce wzory, dlatego w wielu miejscach charakterystyczny jest eklektyzm.
Sztuka fenicka w budownictwie opierała się na wzorach egipskich (groby szybowe i świątynie w Gubal), lecz w Ugarit odkryto groby z obwarowaniami i protodromosem z II tysiąclecia p.n.e. oraz ruiny rezydencji podobnej do pałacu Mari, wskazujące na oddziaływanie kultury helladzkiej. Jako budulec najczęściej używany był kamień ciosowy, ale mniejsze pomieszczenia kuto niekiedy w litej skale (Amrit). O kunszcie artystów fenickich świadczy fakt, że zostali oni powołani do budowy świątyni Salomona w Jerozolimie.
Rzeźbiono z gliny i brązu, podobnie jak w Anatolii. Najczęściej były to małe figurki Baala oraz Astarte. Z kamienia powstał sarkofag Achirama i nekropolie sydońskie (np. sarkofag króla Tabnit). Charakterystyczne są też drobne rzeźby z kości słoniowej inkrustowane złotem i wysadzane szlachetnymi kamieniami. Fenicjanie znali się na gliptyce. Wytwarzano pieczęcie cylindryczne z motywami egipskimi i mezopotamskimi, takimi jak gemmy czy skarabeusze.
Najbardziej charakterystycznym zabytkiem Fenicji jest grobowiec króla Ahirama z Byblos. Postać króla spoczywa na leżącym lwie, po brzegach grobowca biegnie fryz z postaciami ludzkimi, składającymi królowi ofiary. Nad fryzem biegnie kant, ozdobiony liśćmi lotosu. Brzeg wieka posiada napis z XIII w. p.n.e.
Fenicjanie produkowali wiele bogato zdobionych wyrobów z brązu i metali szlachetnych z akcentami irańskimi, kaukaskimi, egipskimi, anatolijskimi. W ceramice znajdowało się wiele przetworzonych motywów ornamentalnych zapożyczonych z Egei.
W VII wieku p.n.e. kultura fenicka stopniowo ulegała wpływowi kultur asyryjskiej, perskiej i hellenistycznej. Dłużej przetrwała poza Fenicją, w jej koloniach, gdzie przybrała lokalny charakter. Najwyraźniej różnice widać na Cyprze, Sardynii i w Kartaginie.

## Religia
Religia Fenicjan miała charakter politeistyczny. Na czele panteonu bogów fenickich stali Baal i Astarte. Baal (Pan) lub Baal-Szamin (Pan Niebios), podobnie jak Zeus w Grecji, był władcą wszystkich bogów oraz najwyższym władcą i opiekunem Fenicjan. Nadawano mu atrybuty solarne, często przedstawiając Baala ze słonecznymi promieniami wokół głowy. Baalbek – centrum jego kultu było nazwane przez Greków Heliopolis – Miastem słońca. Istniało w starożytności pismo greckie o Fenicji Φοινικικά (Foinikika), jakoby z XIII wieku p.n.e., które zachowało się w przeróbce z I wieku. Wiadomości pochodzące z tego źródła uważano przez długi czas po większej części za kłamstwa, najnowsze wykopaliska zdają się jednak niektóre z tych wiadomości potwierdzać. Napisy i monety fenickie zawierają na ogół tylko imiona bóstw i przy tym jedynie z późniejszej epoki. Ciekawe jest, że bóstwa morskie pojawiają się dopiero w epoce hellenistycznej, co wskazywałoby, iż Fenicjanie pierwotnie mieszkali w głębi lądu, jako rolnicy i pasterze. W każdym razie, dawniejsze bóstwa fenickie mają wyraźny charakter naturalistyczny. Czczono w Fenicji pod różnymi postaciami siły i zjawiska przyrody. Bogów nazywano ogólnie alonim. Ogólną nazwą był też Baal, gdyż nie ma, wbrew bardzo powszechnemu mniemaniu, jednego określonego bóstwa tej nazwy, są natomiast baalowie rozmaitych miast, na przykład Baal Hammon. Baalath (rodzaj żeński) Byblosu, słynna Astarte, właściwie była uosobieniem płodności (i stąd też miłości seksualnej), potem również boginią księżyca. Do najważniejszych bóstw należał też Eszmun – Uzdrowiciel, czczony zwłaszcza w Sydonie. Częstym oskarżeniem względem Fenicjan, a zwłaszcza Kartagińczyków, jest domniemane zabijanie przez nich niemowląt na „ofiarę” dla bóstw, jednak nowsze badania archeologiczne i medyczne tego nie potwierdzają.

## Miasta i kolonie fenickie

### Miasta fenickie
- Tyr
- Akka
- Arwad
- Sydon
- Byblos
- Birut

### Kolonie fenickie

#### Kolonie nadatlantyckie
- Gadir
- Tingis
- Lixus
- Thymiaterium

#### Kolonie na wschód od Gibraltaru
- Tamuda
- Malaka
- Abdera
- Rusaddir

#### Kolonie na północnych wybrzeżach Afryki
- Tipasa
- Kartagina
- Leptis Magna
- Acholla
- Tapsos
- Parva
- Hadrumetum
- Utyka
- Hippo regius
- Chullu

#### Kolonie na Balearach
- Ebusos

#### Kolonie na Sardynii
- Olbia
- Tharros
- Sulcis
- Nora
- Carales

#### Kolonie na Sycylii
- Motja
- Panormos
- Soluntum

#### Kolonie na Malcie
- Malta – Melitta, Gaulos